# Porezkisches Gesetz
Das Porezkische Gesetz (englisch Poretzky's law) ist ein  Satz in der booleschen Algebra, einem der Teilgebiete der Mathematik, der nach dem russischen Mathematiker Platon Sergejewitsch Porezki benannt ist. Der Satz gibt eine charakteristische Eigenschaft des Nullelements einer booleschen Algebra wieder.

## Darstellung des Gesetzes
Porezkis Gesetz lässt sich folgendermaßen formulieren:
Gegeben seien eine boolesche Algebra {\displaystyle (B,\land ,\lor ,{'},1,0)}. Dann gilt für alle Elemente {\displaystyle a,b\in B} die Äquivalenz:
{\displaystyle a=0} dann und nur dann, wenn die Gleichung
{\displaystyle b=(a\land b^{'})\lor (a^{'}\land b)}
erfüllt ist.